# يوديد البوتاسيوم
 يوديد البوتاسيوم  مركب كيميائي غير عضوي له الصيغة KI، ويكون على شكل بلورات بيضاء. وهو أهم مركبات اليوديد من الناحية التجارية حيث أنتج منه
ما يقارب 37000 طن عام 1985، أقل استرطاب من يوديد الصوديوم مما سهل العمل عليه، يوديد البوتاسيوم متوفر للحاجات الطبية الطارئة بأقراص 130 ملغ.
يتحلل محلول يوديد البوتاسيوم كهربياً ليتصاعد غاز الهيدروجين عند المهبط (اختزال) ويتكون اليود عند المصعد (أكسدة) ويذوب اليود الناتج في محلول يوديد البوتاسيوم ليتكون محلول ذو لون بني.
2H + 2e → H2